# Gens Curtilia
La gens Curtilia era una familia plebeya menor en la antigua Roma. Pocos miembros de esta gens aparecen en la historia, pero otros se conocen por inscripciones.

## Miembros
- Curtilio, un ex partidario de Julio César, mencionado por Cicerón en 43 a. C. como poseedor de una propiedad que había pertenecido a Cayo Sextilius Rufus en Fondi.[1]
- Tito Curtilio Mancia, cónsul suffectus en 55 d. C. como legado del ejército en la parte superior del Rin durante el reinado de Nerón, ayudó Dubio Avito, prefecto de la Germania Inferior, para sofocar la liga de la téncteros, brúcteros y ampsivaros, entre los años 56 y 59.[2][3]